# جانسن فارماسیوتیکا

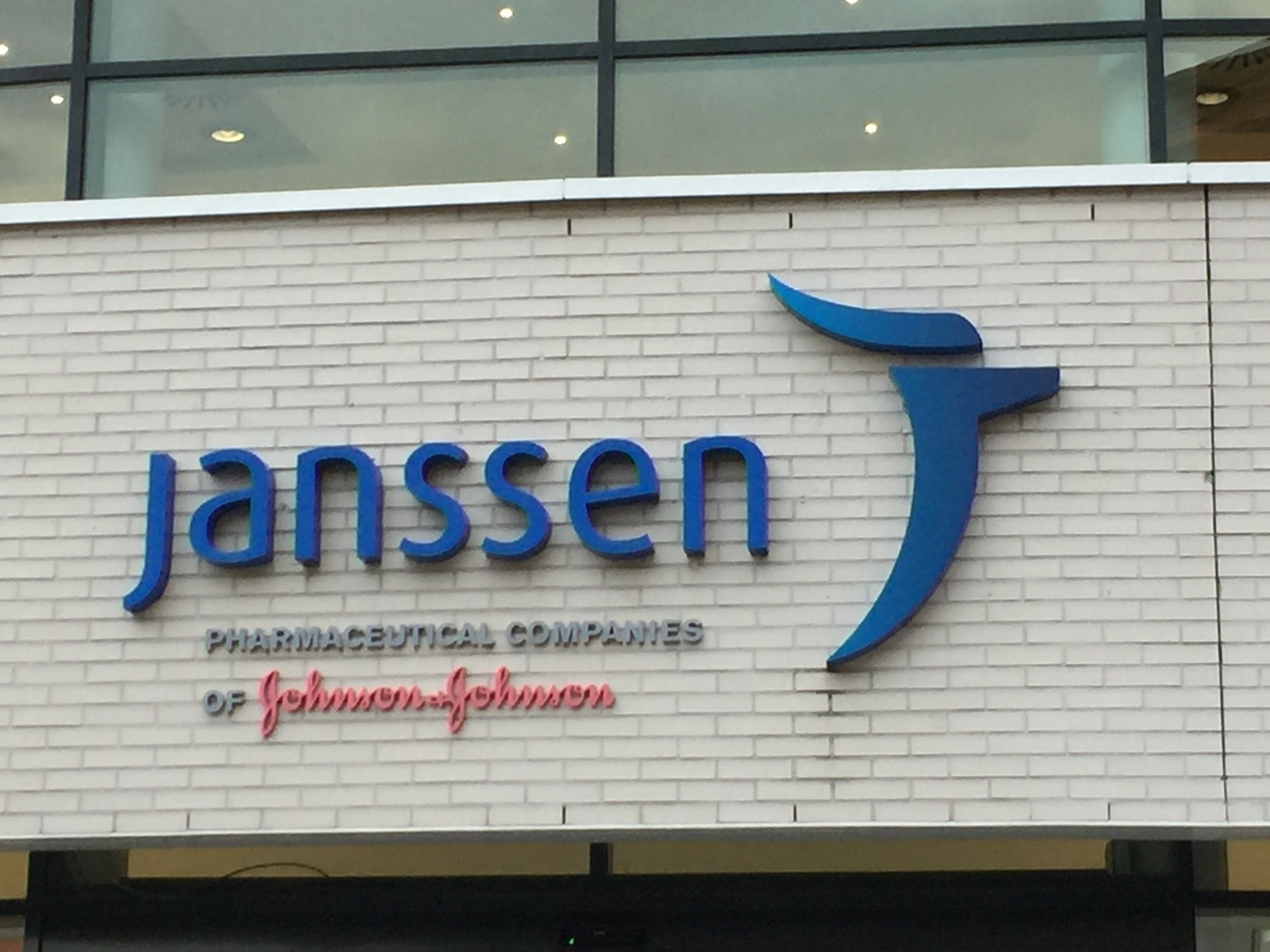
شرکت دارویی جانسن فارماسیوتیکا

جانسن فارماسیوتیکا یک شرکت دارویی است که دفتر مرکزی آن در بئرس، بلژیک واقع شده و هم اکنون متعلق به شرکت دارویی چندملیتی جانسون و جانسون می‌باشد. این شرکت در سال ۱۹۵۳ توسط پل جانسن تاسیس شد.